# Bactrocera nigrivenata
Bactrocera nigrivenata är en tvåvingeart som först beskrevs av Munro 1937.  Bactrocera nigrivenata ingår i släktet Bactrocera och familjen borrflugor.
Artens utbredningsområde är Kenya. Inga underarter finns listade.